# Anyphaena mogan
Anyphaena mogan là một loài nhện trong họ Anyphaenidae.
Loài này thuộc chi Anyphaena. Anyphaena mogan được Da-xiang Song & Jun Chen miêu tả năm 1987.